# وزارة الوظيفة العمومية والحوكمة ومكافحة الفساد (تونس)
وزارة الوظيفة العمومية والحوكمة ومكافحة الفساد هي وزارة تونسية تأسست لأول مرة في 1980 لفترات متقطعة، ثم في 2016 بموجب الأمر الحكومي عدد 271 لسنة 2016 مؤرخ في 2 مارس 2016.

## هياكل تحت الإشراف
تلحق بوزارة الوظيفة العمومية والحوكمة ومكافحة الفساد الهياكل الراجعة إلى رئاسة الحكومة الآتي ذكرها:
1. الهيئة العامة للوظيفة العمومية.
2. هيئة الرقابة العامة للمصالح العمومية.
3. هيئة مراقبي الدولة.
4. الهيئة العليا للطلب العمومي.
5. الهيئة العامة لمراقبة المصاريف العمومية.
6. الإدارة العامة للإصلاحات والدراسات المستقبلية الإدارية.
7. وحدة متابعة تنظيم المؤسسات والمنشآت العمومية.
8. وحدة متابعة أنظمة الإنتاجية في المؤسسات والمنشآت العمومية.
9. وحدة الإدارة الإلكترونية.
10. وحدة الأساليب والمكتبية.
11. إدارة نوعية الخدمة العمومية.
12. إدارة التخطيط.
13. وحدة جودة الخدمات الإدارية.
14. المكتب المركزي للعلاقات مع المواطن.
15. مصالح الحوكمة.
16. المدرسة الوطنية للإدارة.

## المهام
ضبطت مهامّ وزارة الوظيفة العمومية والحوكمة ومكافحة الفساد بموجب أمر حكومي عدد 305 لسنة 2016 مؤرخ في 11 مارس 2016، وهي:
1. إصدار القرارات المتعلقة بتعيين أعضاء لجان الامتحان الخاصة بالمناظرات الخارجية للانتداب ومناظرات الدخول إلى مراحل التكوين الراجعة بالنظر إلى وزارة الوظيفة العمومية والحوكمة ومكافحة الفساد.
2. إصدار القرارات المتعلقة بتعيين أعضاء لجان الامتحان الخاصة بالمناظرات الداخلية والامتحانات المهنية للترقية الراجعة بالنظر إلى وزارة الوظيفة العمومية والحوكمة ومكافحة الفساد.
3. تعيين الأعوان الراجعين بالنظر إلى وزارة الوظيفة العمومية والحوكمة ومكافحة الفساد في الخطط الوظيفية المنصوص عليها بالفصل 4 من القانون عدد 33 لسنة 2015 المؤرخ في 17 أوت 2015 المتعلق بضبط الوظائف المدنية العليا طبقا لأحكام الفصل 92 من الدستور.
4. إصدار القرارات المتعلقة بالإلحاق لدى الوكالة التونسية للتعاون الفني والتجديد والإنهاء.
5. إصدار القرارات المتعلقة بالإحالة على عدم المباشرة الخاصة والتجديد والإنهاء.
6. إصدار قرارات التسمية في رتب سلك المتصرفين في الوثائق والأرشيف.
7. إصدار القرارات المتعلقة بالإبقاء بحالة مباشرة لاستكمال شرط التربص المطلوب لاستحقاق جراية التقاعد.

## قائمة الوزراء
| الوزير | الوزير                                                                                             | الحزب | الحزب                      | الحكومة                   | تواريخ العهدة  | تواريخ العهدة  |
| ------ | -------------------------------------------------------------------------------------------------- | ----- | -------------------------- | ------------------------- | -------------- | -------------- |
|        | منصف بلحاج عمر (وزير معتمد لدى الوزير الأول مكلف بالوظيفة العمومية والإصلاح الإداري)               |       | الحزب الاشتراكي الدستوري   | حكومة محمد مزالي          | 25 أبريل 1980  | 3 ديسمبر 1980  |
|        | منصور السخيري (وزير الوظيفة العمومية والإصلاح الإداري)                                             |       | الحزب الاشتراكي الدستوري   | حكومة محمد مزالي          | 7 أبريل 1986   | 16 مايو 1987   |
|        | حسين الشريف (وزير معتمد لدى الوزير الأول مكلف بالوظيفة العمومية)                                   |       | مستقل                      | حكومة الهادي البكوش       | 7 نوفمبر 1987  | 27 نوفمبر 1987 |
|        | زهير المظفر (وزير معتمد لدى الوزير الأول مكلف بالوظيفة العمومية والتنمية الإدارية)                 |       | التجمع الدستوري الديمقراطي | حكومة محمد الغنوشي الأولى | 10 نوفمبر 2004 | 17 يناير 2011  |
|        | كمال العيادي                                                                                       |       | مستقل                      | حكومة الحبيب الصيد        | 12 يناير 2016  | 27 أغسطس 2016  |
|        | عبيد البريكي                                                                                       |       | مستقل                      | حكومة يوسف الشاهد         | 27 أغسطس 2016  | 2 مارس 2017    |
|        | كمال مرجان (وزير الوظيفة العمومية وتحديث الإدارة والسياسات العمومية)                               |       | المبادرة                   | حكومة يوسف الشاهد         | 14 نوفمبر 2018 | 27 فبراير 2020 |
|        | محمد عبو (مع رتبة وزير دولة، وزير لدى رئيس الحكومة مكلف بالوظيفة العمومية والحوكمة ومكافحة الفساد) |       | التيار الديمقراطي          | حكومة إلياس الفخفاخ       | 27 فبراير 2020 | الآن           |

في 2 مارس 2017، تم تعيين خليل الغرياني كوزير، إلا أن الأخير رفض المنصب، فتم إلغاء الوزارة وإلحاق إداراتها برئاسة الحكومة التونسية.

### كتاب الدولة
- 11 أكتوبر 1991 - ؟: صلاح الدين الشريف (كاتب دولة لدى الوزير الأول مكلف بالإصلاح الإداري والوظيفة العمومية)
- أبريل 1999 - ؟: عبد الحكيم بوراوي (كاتب دولة لدى الوزير الأول مكلف بالإصلاح الإداري والوظيفة العمومية)
- 29 يناير 2014 - 6 فبراير 2015: أنور بن خليفة (كاتب دولة لدى رئيس الحكومة مكلف بالحوكمة والوظيفة العمومية)

## مقالات ذات صلة
- حكومة الحبيب الصيد